# Енисей (туер)
Туер-буксир «Енисей» — четырехвинтовой дизель-электроход с туерной лебёдкой в качестве основного движителя. Предназначен для проводки судов вверх по реке Енисей через Казачинский порог, а также в качестве обычного буксира. Единственный действующий туер в составе речного флота России. Владелец и оператор судна — Енисейское речное пароходство. Порт приписки судна — Красноярск. Во время навигации судно работает на Казачинском пороге (ниже по Енисею, в 235 км от Красноярска).

## Казачинский порог

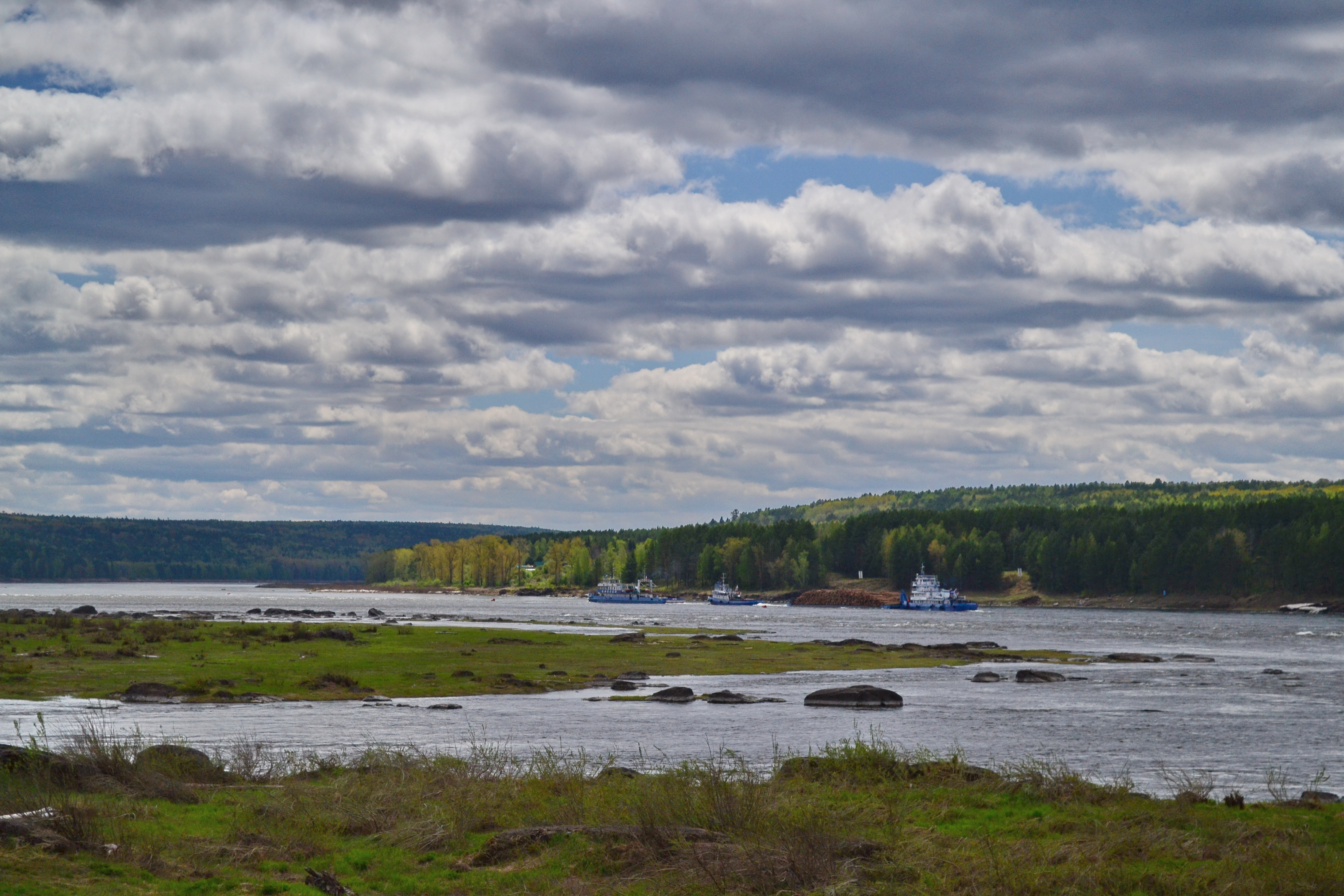
Туер «Енисей» проводит баржу, гружённую круглым лесом, через Казачинский порог

Туер-буксир «Енисей» проводит пассажирские и грузовые суда через Казачинский порог. Скорость течения на этом участке реки достигает 20 км/ч, поэтому очень немногие суда могут преодолеть его своим ходом. К тому же судовой ход здесь извивается буквой «S», а ширина его составляет всего семьдесят метров, порожистый участок изобилует подводными камнями и водоворотами. Условия плавания на этом участке осложняет и то, что течение воды идёт под углом к судну, что увеличивает опасность сноса на камни. Туер же следует вдоль проложенного точно по фарватеру троса, и без затруднений вписывается в него. Длина Казачинского порога — 3,5 км.

## История
Туер «Енисей» был построен по спецзаказу в 1964 году на Красноярском судостроительном заводе им. Г.Т. Побежимова. Дизель-электрический туер «Енисей» заменил паровой туер «Ангара», который работал на Казачинском пороге с 1903 года

## Конструкция
Туер «Енисей» является дизель-электроходом, то есть его тяговым двигателем является электромотор, получающий энергию от бортового генератора, приводящегося в движение дизельным двигателем. Два двигателя мощностью 1000 л.с. (735,5 кВт) каждый обеспечивают проводку любых большегрузных судов на этом участке. Экипаж туера — 22-26 человек.

## В литературе
Туер «Енисей» и его предшественник, туер «Ангара», упоминается в сборнике рассказов Виктора Астафьева «Царь-рыба» (рассказ «Туруханская лилия»)

Ныне в порогах трудится другой туер — «Енисей» — детище Красноярского судоремонтного завода. Он заменил старушку «Ангару»

Туер "Енисей", упоминается в книжной серии "Антибункер" Денисова Вадима Владимировича.[значимость факта?]